# Amphipoea pallida
Amphipoea pallida là một loài bướm đêm trong họ Noctuidae.